# Moksum geon yeon-ae
Moksum geon yeon-ae (목숨 건 연애?), noto anche con il titolo internazionale Life Risking Romance, è un film del 2016 scritto e diretto da Song Min-kyu.

## Trama
Han Je-in è una scrittrice di romanzi gialli, e il giovane poliziotto Seol Rok-hwan è da molti anni innamorato di lei. Quando Je-in rimane attratta da Jason Chen, agente dell'Interpol giunto ad abitare nell'appartamento sopra il suo, Rok-hwan farà di tutto per dimostrare che in realtà Jason è un assassino.